# Gheorghe Popescu
Gheorghe Popescu, detto Gică (Calafat, 9 ottobre 1967), è un procuratore sportivo, imprenditore ed ex calciatore rumeno, di ruolo difensore. È stato uno degli elementi chiave della nazionale romena negli anni novanta.
In particolare ha giocato nella Liga dove è stato capitano dell'FC Barcelona. In quel periodo ha giocato per una serie di club europei, tra cui quattro anni al PSV Eindhoven e la vittoria della Coppa UEFA con il Galatasaray. Ha giocato anche in Premier League con il Tottenham Hotspur, in Serie A con il Lecce e in Bundesliga con l'Hannover 96. Nel suo paese natale ha giocato per l'Universitatea Craiova, lo Steaua București e il Dinamo București. Oltre alle sue capacità difensive, era anche capace di iniziare gli attacchi
Le sue conoscenze tattiche come difensore lo hanno reso un prezioso membro della squadra nelle principali competizioni europee fino a quando non ha raggiunto la fine della carriera dopo trent'anni. È stato un perno fondamentale della nazionale rumena negli anni '90 e ha ottenuto 115 presenze, segnando 16 gol. Ha partecipato ai Mondiali del 1990, ai Mondiali del 1994, a Euro 1996, ai Mondiali 1998 ed a Euro 2000. È il cognato del collega internazionale rumeno Gheorghe Hagi.

## Biografia
Ha un figlio di nome Nicolas, che è nato il 2 gennaio 2003 ed è calciatore, è anche il cognato del collega di calcio internazionale rumeno Gheorghe Hagi.
Fu membro della polizia segreta rumena tra il 1985 e il 1989.

## Carriera

### Giocatore

#### Club

Popescu al Lecce nel 2001, in anticipo sul fiorentino Mijatović.

Dopo sei stagioni nelle file dell'Universitatea Craiova, passò alla Steaua Bucarest, con cui nel 1987-1988 vinse campionato e Coppa di Romania e raggiunse la semifinale della Coppa dei Campioni.
Si trasferì nel 1990 al PSV Eindhoven, su richiesta dell'allenatore inglese Bobby Robson. Nei Paesi Bassi vinse due campionati di Eredivisie. Il 9 settembre 1994 fu prelevato dal Tottenham Hotspur per 2,9 milioni di sterline. In 23 presenze in Premier League realizzò 3 gol. La squadra concluse al settimo posto, miglior piazzamento dei precedenti cinque anni, e arrivò in semifinale di FA Cup.
Nel 1995 fu ceduto al Barcellona in cambio di 3 milioni di euro. In Catalogna rimase per due anni, vincendo da capitano la Supercoppa di Spagna, la Coppa delle Coppe e la Coppa del Re nel 1996-1997.
Nel 1997 migrò in Turchia, al Galatasaray, squadra con cui vinse tre campionati, due Coppe di Turchia e la Coppa UEFA nel 1999-2000, segnando l'ultimo rigore della serie nella finale contro l'Arsenal.
Nel 2001 si spostò in Italia per giocare nel Lecce, con cui totalizzò 28 presenze e 3 reti in Serie A. Tornato in patria, scese in campo 8 volte con la Dinamo Bucarest, prima di trasferirsi a stagione in corso in Germania, all'Hannover 96, dove chiuse la carriera nel 2002-2003. La sua ultima partita risale al 17 maggio 2003, quando alla trentatreesima giornata di Bundesliga la sua squadra pareggiò per 2-2 contro il Borussia M'gladbach. Tre giorni dopo annunciò la propria intenzione di ritirarsi dall'attività agonistica.

#### Nazionale
Popescu è uno dei primatisti di presenze con la Romania, con 115 gettoni e 16 gol. Con la sua nazionale ha disputato ben 3 mondiali (1990, 1994 e 1998) e 2 europei (1996 e 2000). Nessuna delle sue 16 reti in nazionale è arrivata nelle summenzionate competizioni da lui disputate. Delle 16 reti ben 3 le ha messe a segno in un 3-0 contro la Macedonia (in cui era il capitano della squadra), mentre 4 sono state segnate nell'8-0 al Liechtenstein; entrambe le gare erano valide per le qualificazioni al campionato del mondo 1998.

### Dopo il ritiro
È socio dei fratelli procuratori Victor e Ioan Becali nell'attività di rappresentante di calciatori rumeni quali Adrian Mutu, Cristian Chivu, Stefan Radu, Nicolae Dica e Bogdan Lobont.

#### Vicende giudiziarie
Dopo un processo durato otto anni, il 4 marzo 2014, alla vigilia della sua nomina a presidente della Federcalcio rumena, viene condannato definitivamente a 3 anni e un mese di reclusione per falso in bilancio, evasione fiscale e riciclaggio di denaro sporco in relazione a 12 trasferimenti di giocatori avvenuti tra il 1999 e il 2005, avendo causato un danno allo stato di 1,5 milioni e ai club di 10 milioni. Insieme a lui sono stati condannati i Becali e alcuni dirigenti della Steaua Bucarest e i presidenti di Dinamo Bucarest e Rapid Bucarest.

## Statistiche

### Presenze e reti nei club
| Stagione                     | Squadra                      | Campionato                   | Campionato | Campionato | Coppe nazionali | Coppe nazionali | Coppe nazionali | Coppe continentali | Coppe continentali | Coppe continentali | Altre coppe | Altre coppe | Altre coppe | Totale | Totale |
| Stagione                     | Squadra                      | Comp                         | Pres       | Reti       | Comp            | Pres            | Reti            | Comp               | Pres               | Reti               | Comp        | Pres        | Reti        | Pres   | Reti   |
| ---------------------------- | ---------------------------- | ---------------------------- | ---------- | ---------- | --------------- | --------------- | --------------- | ------------------ | ------------------ | ------------------ | ----------- | ----------- | ----------- | ------ | ------ |
| 1984-1985                    | Universitatea Craiova        | Div A                        | 2          | 0          | CR              | -               | -               | -                  | -                  | -                  | -           | -           | -           | 2      | 0      |
| 1985-1986                    | Universitatea Craiova        | Div A                        | 18         | 1          | CR              | -               | -               | -                  | -                  | -                  | -           | -           | -           | 18     | 1      |
| 1986-1987                    | Universitatea Craiova        | Div A                        | 31         | 1          | CR              | -               | -               | -                  | -                  | -                  | -           | -           | -           | 31     | 1      |
| 1987-1988                    | Universitatea Craiova        | Div A                        | 14         | 1          | CR              | -               | -               | -                  | -                  | -                  | -           | -           | -           | 14     | 1      |
| Totale Universitatea Craiova | Totale Universitatea Craiova | Totale Universitatea Craiova | 65         | 3          |                 | -               | -               |                    | -                  | -                  |             | -           | -           | -      | -      |
| 1987-1988                    | Steaua Bucarest              | Div A                        | 13         | 1          | CR              | -               | -               | -                  | -                  | -                  | -           | -           | -           | 13     | 1      |
| 1988-1989                    | Universitatea Craiova        | Div A                        | 33         | 8          | CR              | -               | -               | -                  | -                  | -                  | -           | -           | -           | 33     | 8      |
| 1989-1990                    | Universitatea Craiova        | Div A                        | 26         | 7          | CR              | -               | -               | -                  | -                  | -                  | -           | -           | -           | 26     | 7      |
| Totale Universitatea Craiova | Totale Universitatea Craiova | Totale Universitatea Craiova | 59         | 15         |                 | -               | -               |                    | -                  | -                  |             | -           | -           | -      | -      |
| 1990-1991                    | PSV                          | ED                           | 30         | 5          | CO              | -               | -               | UCL                | -                  | -                  | -           | -           | -           | 30     | 5      |
| 1991-1992                    | PSV                          | ED                           | 29         | 7          | CO              | -               | -               | UCL+CU             | -                  | -                  | SO          | -           | -           | 29     | 7      |
| 1992-1993                    | PSV                          | ED                           | 24         | 6          | CO              | -               | -               | UCL+CU             | -                  | -                  | SO          | -           | -           | 24     | 6      |
| 1993-1994                    | PSV                          | ED                           | 23         | 5          | CO              | -               | -               | UCL                | -                  | -                  | SO          | -           | -           | 23     | 5      |
| 1994-1995                    | PSV                          | ED                           | 2          | 0          | CO              | -               | -               | UCL+CU             | -                  | -                  | SO          | -           | -           | 2      | 0      |
| Totale PSV Eindhoven         | Totale PSV Eindhoven         | Totale PSV Eindhoven         | 108        | 23         |                 | -               | -               |                    | -                  | -                  |             | -           | -           | -      | -      |
| 1994-1995                    | Tottenham                    | PL                           | 23         | 3          | FACup+CdL       | -               | -               | UEL                | -                  | -                  | -           | -           | -           | 23     | 3      |
| 1995-1996                    | Barcellona                   | PD                           | 39         | 5          | CR              | -               | -               | UCL                | -                  | -                  | -           | -           | -           | 39     | 5      |
| 1996-1997                    | Barcellona                   | PD                           | 29         | 4          | CR              | -               | -               | UCL                | -                  | -                  | SS          | -           | -           | 29     | 4      |
| Totale Barcellona            | Totale Barcellona            | Totale Barcellona            | 68         | 9          |                 | -               | -               |                    | -                  | -                  |             | -           | -           | -      | -      |
| 1997-1998                    | Galatasaray                  | SL                           | 32         | 2          | TK              | -               | -               | -                  | -                  | -                  | ST          | -           | -           | 32     | 2      |
| 1998-1999                    | Galatasaray                  | SL                           | 29         | 2          | TK              | -               | -               | UCL                | -                  | -                  | ST          | -           | -           | 29     | 2      |
| 1999-2000                    | Galatasaray                  | SL                           | 25         | 2          | TK              | -               | -               | UCL                | -                  | -                  | ST          | -           | -           | 25     | 2      |
| 2000-2001                    | Galatasaray                  | SL                           | 24         | 0          | TK              | -               | -               | UCL+CU             | -                  | -                  | -           | -           | -           | 24     | 0      |
| 2001-2002                    | Galatasaray                  | SL                           | 1          | 0          | TK              | -               | -               | UCL                | -                  | -                  | SU          | -           | -           | 1      | 0      |
| Totale Galatasaray           | Totale Galatasaray           | Totale Galatasaray           | 111        | 6          |                 | -               | -               |                    | -                  | -                  |             | -           | -           | -      | -      |
| 2001-2002                    | Lecce                        | A                            | 28         | 3          | CI              | -               | -               | -                  | -                  | -                  | -           | -           | -           | 28     | 3      |
| 2002-2003                    | Dinamo Bucarest              | Liga I                       | 8          | 0          | CR              | -               | -               | -                  | -                  | -                  | -           | -           | -           | 8      | 0      |
| 2002-2003                    | Hannover 96                  | BL                           | 14         | 1          | -               | -               | -               | -                  | -                  | -                  | -           | -           | -           | 14     | 1      |

### Cronologia presenze e reti in nazionale
| Cronologia completa delle presenze e delle reti in nazionale ― Romania | Cronologia completa delle presenze e delle reti in nazionale ― Romania | Cronologia completa delle presenze e delle reti in nazionale ― Romania | Cronologia completa delle presenze e delle reti in nazionale ― Romania | Cronologia completa delle presenze e delle reti in nazionale ― Romania | Cronologia completa delle presenze e delle reti in nazionale ― Romania | Cronologia completa delle presenze e delle reti in nazionale ― Romania | Cronologia completa delle presenze e delle reti in nazionale ― Romania |
| Data                                                                   | Città                                                                  | In casa                                                                | Risultato                                                              | Ospiti                                                                 | Competizione                                                           | Reti                                                                   | Note                                                                   |
| ---------------------------------------------------------------------- | ---------------------------------------------------------------------- | ---------------------------------------------------------------------- | ---------------------------------------------------------------------- | ---------------------------------------------------------------------- | ---------------------------------------------------------------------- | ---------------------------------------------------------------------- | ---------------------------------------------------------------------- |
| 20-9-1988                                                              | Costanza                                                               | Romania                                                                | 3 – 0                                                                  | Albania                                                                | Amichevole                                                             | -                                                                      | 60’                                                                    |
| 19-10-1988                                                             | Sofia                                                                  | Bulgaria                                                               | 1 – 3                                                                  | Romania                                                                | Qual. Mondiali 1990                                                    | -                                                                      |                                                                        |
| 2-11-1988                                                              | Bucarest                                                               | Romania                                                                | 3 – 0                                                                  | Grecia                                                                 | Qual. Mondiali 1990                                                    | -                                                                      |                                                                        |
| 23-11-1988                                                             | Sibiu                                                                  | Romania                                                                | 3 – 0                                                                  | Israele                                                                | Amichevole                                                             | -                                                                      |                                                                        |
| 29-3-1989                                                              | Sibiu                                                                  | Romania                                                                | 1 – 0                                                                  | Italia                                                                 | Amichevole                                                             | -                                                                      |                                                                        |
| 12-4-1989                                                              | Varsavia                                                               | Polonia                                                                | 2 – 1                                                                  | Romania                                                                | Amichevole                                                             | -                                                                      |                                                                        |
| 26-4-1989                                                              | Amarousio                                                              | Grecia                                                                 | 0 – 0                                                                  | Romania                                                                | Qual. Mondiali 1990                                                    | -                                                                      |                                                                        |
| 17-5-1989                                                              | Bucarest                                                               | Romania                                                                | 1 – 0                                                                  | Bulgaria                                                               | Qual. Mondiali 1990                                                    | 1                                                                      |                                                                        |
| 31-8-1989                                                              | Setúbal                                                                | Portogallo                                                             | 0 – 0                                                                  | Romania                                                                | Amichevole                                                             | -                                                                      |                                                                        |
| 5-9-1989                                                               | Nitra                                                                  | Cecoslovacchia                                                         | 2 – 0                                                                  | Romania                                                                | Amichevole                                                             | -                                                                      |                                                                        |
| 11-10-1989                                                             | Copenaghen                                                             | Danimarca                                                              | 3 – 0                                                                  | Romania                                                                | Qual. Mondiali 1990                                                    | -                                                                      |                                                                        |
| 15-11-1989                                                             | Bucarest                                                               | Romania                                                                | 3 – 1                                                                  | Danimarca                                                              | Qual. Mondiali 1990                                                    | -                                                                      |                                                                        |
| 4-2-1990                                                               | Algeri                                                                 | Algeria                                                                | 0 – 0                                                                  | Romania                                                                | Amichevole                                                             | -                                                                      |                                                                        |
| 28-3-1990                                                              | Il Cairo                                                               | Egitto                                                                 | 1 – 3                                                                  | Romania                                                                | Amichevole                                                             | -                                                                      |                                                                        |
| 3-4-1990                                                               | Losanna                                                                | Svizzera                                                               | 2 – 1                                                                  | Romania                                                                | Amichevole                                                             | -                                                                      |                                                                        |
| 25-4-1990                                                              | Haifa                                                                  | Israele                                                                | 1 – 4                                                                  | Romania                                                                | Amichevole                                                             | -                                                                      |                                                                        |
| 21-5-1990                                                              | Bucarest                                                               | Romania                                                                | 1 – 0                                                                  | Egitto                                                                 | Amichevole                                                             | -                                                                      |                                                                        |
| 26-5-1990                                                              | Bruxelles                                                              | Belgio                                                                 | 2 – 2                                                                  | Romania                                                                | Amichevole                                                             | -                                                                      |                                                                        |
| 9-6-1990                                                               | Bari                                                                   | Romania                                                                | 2 – 0                                                                  | Unione Sovietica                                                       | Mondiali 1990 - 1º turno                                               | -                                                                      |                                                                        |
| 14-6-1990                                                              | Bari                                                                   | Camerun                                                                | 2 – 1                                                                  | Romania                                                                | Mondiali 1990 - 1º turno                                               | -                                                                      |                                                                        |
| 18-6-1990                                                              | Napoli                                                                 | Argentina                                                              | 1 – 1                                                                  | Romania                                                                | Mondiali 1990 - 1º turno                                               | -                                                                      |                                                                        |
| 25-6-1990                                                              | Genova                                                                 | Irlanda                                                                | 0 – 0 dts (5 – 4 dtr)                                                  | Romania                                                                | Mondiali 1990 - Ottavi di finale                                       | -                                                                      |                                                                        |
| 12-9-1990                                                              | Glasgow                                                                | Scozia                                                                 | 2 – 1                                                                  | Romania                                                                | Qual. Euro 1992                                                        | -                                                                      |                                                                        |
| 26-9-1990                                                              | Bucarest                                                               | Romania                                                                | 2 – 1                                                                  | Polonia                                                                | Amichevole                                                             | -                                                                      | 68’                                                                    |
| 17-10-1990                                                             | Bucarest                                                               | Romania                                                                | 0 – 3                                                                  | Bulgaria                                                               | Qual. Euro 1992                                                        | -                                                                      |                                                                        |
| 5-12-1990                                                              | Bucarest                                                               | Romania                                                                | 6 – 0                                                                  | San Marino                                                             | Qual. Euro 1992                                                        | -                                                                      |                                                                        |
| 27-3-1991                                                              | Serravalle                                                             | San Marino                                                             | 1 – 3                                                                  | Romania                                                                | Qual. Euro 1992                                                        | -                                                                      |                                                                        |
| 3-4-1991                                                               | Neuchâtel                                                              | Svizzera                                                               | 0 – 0                                                                  | Romania                                                                | Qual. Euro 1992                                                        | -                                                                      | 44’                                                                    |
| 17-4-1991                                                              | Cáceres                                                                | Spagna                                                                 | 0 – 2                                                                  | Romania                                                                | Amichevole                                                             | -                                                                      |                                                                        |
| 16-10-1991                                                             | Bucarest                                                               | Romania                                                                | 1 – 0                                                                  | Scozia                                                                 | Qual. Euro 1992                                                        | -                                                                      |                                                                        |
| 13-11-1991                                                             | Bucarest                                                               | Romania                                                                | 1 – 0                                                                  | Svizzera                                                               | Qual. Euro 1992                                                        | -                                                                      |                                                                        |
| 20-11-1991                                                             | Sofia                                                                  | Bulgaria                                                               | 1 – 1                                                                  | Romania                                                                | Qual. Euro 1992                                                        | -                                                                      |                                                                        |
| 8-4-1992                                                               | Bucarest                                                               | Romania                                                                | 2 – 0                                                                  | Lettonia                                                               | Amichevole                                                             | -                                                                      |                                                                        |
| 6-5-1992                                                               | Bucarest                                                               | Romania                                                                | 7 – 0                                                                  | Fær Øer                                                                | Qual. Mondiali 1994                                                    | -                                                                      |                                                                        |
| 20-5-1992                                                              | Bucarest                                                               | Romania                                                                | 5 – 1                                                                  | Galles                                                                 | Qual. Mondiali 1994                                                    | -                                                                      |                                                                        |
| 29-11-1992                                                             | Larnaca                                                                | Cipro                                                                  | 1 – 4                                                                  | Romania                                                                | Qual. Mondiali 1994                                                    | 1                                                                      | 27’                                                                    |
| 2-6-1993                                                               | Košice                                                                 | Cecoslovacchia                                                         | 5 – 2                                                                  | Romania                                                                | Qual. Mondiali 1994                                                    | -                                                                      |                                                                        |
| 8-9-1993                                                               | Toftir                                                                 | Fær Øer                                                                | 0 – 4                                                                  | Romania                                                                | Qual. Mondiali 1994                                                    | -                                                                      |                                                                        |
| 13-10-1993                                                             | Bucarest                                                               | Romania                                                                | 2 – 1                                                                  | Belgio                                                                 | Qual. Mondiali 1994                                                    | -                                                                      |                                                                        |
| 17-11-1993                                                             | Cardiff                                                                | Galles                                                                 | 1 – 2                                                                  | Romania                                                                | Qual. Mondiali 1994                                                    | -                                                                      |                                                                        |
| 23-3-1994                                                              | Belfast                                                                | Irlanda del Nord                                                       | 2 – 0                                                                  | Romania                                                                | Amichevole                                                             | -                                                                      | 76’                                                                    |
| 20-4-1994                                                              | Bucarest                                                               | Romania                                                                | 3 – 0                                                                  | Bolivia                                                                | Amichevole                                                             | -                                                                      | cap.                                                                   |
| 25-5-1994                                                              | Bucarest                                                               | Romania                                                                | 2 – 0                                                                  | Nigeria                                                                | Amichevole                                                             | -                                                                      | cap.                                                                   |
| 1-6-1994                                                               | Bucarest                                                               | Romania                                                                | 0 – 0                                                                  | Slovenia                                                               | Amichevole                                                             | -                                                                      | cap. 63’                                                               |
| 12-6-1994                                                              | Mission Viejo                                                          | Romania                                                                | 1 – 1                                                                  | Svezia                                                                 | Amichevole                                                             | -                                                                      | 62’                                                                    |
| 18-6-1994                                                              | Pasadena                                                               | Colombia                                                               | 1 – 3                                                                  | Romania                                                                | Mondiali 1994 - 1º turno                                               | -                                                                      |                                                                        |
| 22-6-1994                                                              | Detroit                                                                | Romania                                                                | 1 – 4                                                                  | Svizzera                                                               | Mondiali 1994 - 1º turno                                               | -                                                                      |                                                                        |
| 26-6-1994                                                              | Pasadena                                                               | Stati Uniti                                                            | 0 – 1                                                                  | Romania                                                                | Mondiali 1994 - 1º turno                                               | -                                                                      |                                                                        |
| 3-7-1994                                                               | Pasadena                                                               | Romania                                                                | 3 – 2                                                                  | Argentina                                                              | Mondiali 1994 - Ottavi di finale                                       | -                                                                      | 50’                                                                    |
| 10-7-1994                                                              | Stanford                                                               | Romania                                                                | 2 – 2 dts (4 – 5 dtr)                                                  | Svezia                                                                 | Mondiali 1994 - Quarti di finale                                       | -                                                                      | 21’                                                                    |
| 7-9-1994                                                               | Bucarest                                                               | Romania                                                                | 3 – 0                                                                  | Azerbaigian                                                            | Qual. Euro 1996                                                        | -                                                                      | cap.                                                                   |
| 8-10-1994                                                              | Saint-Étienne                                                          | Francia                                                                | 0 – 0                                                                  | Romania                                                                | Qual. Euro 1996                                                        | -                                                                      |                                                                        |
| 12-10-1994                                                             | Londra                                                                 | Inghilterra                                                            | 1 – 1                                                                  | Romania                                                                | Amichevole                                                             | -                                                                      |                                                                        |
| 12-11-1994                                                             | Bucarest                                                               | Romania                                                                | 3 – 2                                                                  | Slovacchia                                                             | Qual. Euro 1996                                                        | 1                                                                      |                                                                        |
| 14-12-1994                                                             | Tel Aviv                                                               | Israele                                                                | 1 – 1                                                                  | Romania                                                                | Qual. Euro 1996                                                        | -                                                                      |                                                                        |
| 29-3-1995                                                              | Bucarest                                                               | Romania                                                                | 2 – 1                                                                  | Polonia                                                                | Qual. Euro 1996                                                        | -                                                                      |                                                                        |
| 26-4-1995                                                              | Trebisonda                                                             | Azerbaigian                                                            | 1 – 4                                                                  | Romania                                                                | Qual. Euro 1996                                                        | -                                                                      | cap. 76’ 81’                                                           |
| 6-9-1995                                                               | Zabrze                                                                 | Polonia                                                                | 0 – 0                                                                  | Romania                                                                | Qual. Euro 1996                                                        | -                                                                      | cap.                                                                   |
| 11-10-1995                                                             | Bucarest                                                               | Romania                                                                | 1 – 3                                                                  | Francia                                                                | Qual. Euro 1996                                                        | -                                                                      |                                                                        |
| 15-11-1995                                                             | Košice                                                                 | Slovacchia                                                             | 0 – 2                                                                  | Romania                                                                | Qual. Euro 1996                                                        | -                                                                      |                                                                        |
| 24-4-1996                                                              | Bucarest                                                               | Romania                                                                | 5 – 0                                                                  | Georgia                                                                | Amichevole                                                             | -                                                                      | 61’                                                                    |
| 1-6-1996                                                               | Bucarest                                                               | Romania                                                                | 3 – 1                                                                  | Moldavia                                                               | Amichevole                                                             | 2                                                                      | 66’                                                                    |
| 10-6-1996                                                              | Newcastle-upon-Tyne                                                    | Romania                                                                | 0 – 1                                                                  | Francia                                                                | Euro 1996 - 1º turno                                                   | -                                                                      |                                                                        |
| 13-6-1996                                                              | Newcastle-upon-Tyne                                                    | Bulgaria                                                               | 1 – 0                                                                  | Romania                                                                | Euro 1996 - 1º turno                                                   | -                                                                      | 77’                                                                    |
| 18-6-1996                                                              | Leeds                                                                  | Romania                                                                | 1 – 2                                                                  | Spagna                                                                 | Euro 1996 - 1º turno                                                   | -                                                                      | 14’                                                                    |
| 18-9-1996                                                              | Bucarest                                                               | Romania                                                                | 1 – 2                                                                  | Emirati Arabi Uniti                                                    | Amichevole                                                             | -                                                                      |                                                                        |
| 9-10-1996                                                              | Reykjavík                                                              | Islanda                                                                | 0 – 4                                                                  | Romania                                                                | Qual. Mondiali 1998                                                    | 1                                                                      |                                                                        |
| 14-12-1996                                                             | Skopje                                                                 | Macedonia                                                              | 0 – 3                                                                  | Romania                                                                | Qual. Mondiali 1998                                                    | 3                                                                      | cap.                                                                   |
| 29-3-1997                                                              | Bucarest                                                               | Romania                                                                | 8 – 0                                                                  | Liechtenstein                                                          | Qual. Mondiali 1998                                                    | 4                                                                      |                                                                        |
| 2-4-1997                                                               | Vilnius                                                                | Lituania                                                               | 0 – 1                                                                  | Romania                                                                | Qual. Mondiali 1998                                                    | -                                                                      |                                                                        |
| 30-4-1997                                                              | Bucarest                                                               | Romania                                                                | 1 – 0                                                                  | Irlanda                                                                | Qual. Mondiali 1998                                                    | -                                                                      | 73’                                                                    |
| 20-8-1997                                                              | Bucarest                                                               | Romania                                                                | 4 – 2                                                                  | Macedonia                                                              | Qual. Mondiali 1998                                                    | -                                                                      | cap.                                                                   |
| 10-9-1997                                                              | Bucarest                                                               | Romania                                                                | 4 – 0                                                                  | Islanda                                                                | Qual. Mondiali 1998                                                    | -                                                                      |                                                                        |
| 11-10-1997                                                             | Dublino                                                                | Irlanda                                                                | 1 – 1                                                                  | Romania                                                                | Qual. Mondiali 1998                                                    | -                                                                      |                                                                        |
| 19-11-1997                                                             | Palma di Maiorca                                                       | Spagna                                                                 | 1 – 1                                                                  | Romania                                                                | Amichevole                                                             | -                                                                      |                                                                        |
| 18-3-1998                                                              | Bucarest                                                               | Romania                                                                | 0 – 1                                                                  | Israele                                                                | Amichevole                                                             | -                                                                      | cap.                                                                   |
| 3-6-1998                                                               | Bucarest                                                               | Romania                                                                | 3 – 2                                                                  | Paraguay                                                               | Amichevole                                                             | -                                                                      | 60’                                                                    |
| 6-6-1998                                                               | Ploiești                                                               | Romania                                                                | 5 – 1                                                                  | Moldavia                                                               | Amichevole                                                             | 1                                                                      |                                                                        |
| 15-6-1998                                                              | Lione                                                                  | Romania                                                                | 1 – 0                                                                  | Colombia                                                               | Mondiali 1998 - 1º turno                                               | -                                                                      |                                                                        |
| 22-6-1998                                                              | Tolosa                                                                 | Romania                                                                | 2 – 1                                                                  | Inghilterra                                                            | Mondiali 1998 - 1º turno                                               | -                                                                      |                                                                        |
| 26-6-1998                                                              | Saint-Denis                                                            | Tunisia                                                                | 1 – 1                                                                  | Romania                                                                | Mondiali 1998 - 1º turno                                               | -                                                                      | 32’                                                                    |
| 30-6-1998                                                              | Bordeaux                                                               | Romania                                                                | 0 – 1                                                                  | Croazia                                                                | Mondiali 1998 - Ottavi di finale                                       | -                                                                      | 43’                                                                    |
| 19-8-1998                                                              | Oslo                                                                   | Norvegia                                                               | 0 – 0                                                                  | Romania                                                                | Amichevole                                                             | -                                                                      | cap.                                                                   |
| 2-9-1998                                                               | Bucarest                                                               | Romania                                                                | 7 – 0                                                                  | Liechtenstein                                                          | Qual. Euro 2000                                                        | 1                                                                      | cap.                                                                   |
| 5-9-1998                                                               | Ta' Qali                                                               | Germania                                                               | 1 – 1                                                                  | Germania                                                               | Amichevole                                                             | -                                                                      | cap.                                                                   |
| 10-10-1998                                                             | Porto                                                                  | Portogallo                                                             | 0 – 1                                                                  | Romania                                                                | Qual. Euro 2000                                                        | -                                                                      | cap.                                                                   |
| 14-10-1998                                                             | Bucarest                                                               | Ungheria                                                               | 1 – 1                                                                  | Romania                                                                | Qual. Euro 2000                                                        | -                                                                      | cap. 87’                                                               |
| 3-3-1999                                                               | Bucarest                                                               | Romania                                                                | 2 – 0                                                                  | Estonia                                                                | Amichevole                                                             | -                                                                      | cap. 85’                                                               |
| 27-3-1999                                                              | Bucarest                                                               | Romania                                                                | 0 – 0                                                                  | Slovacchia                                                             | Qual. Euro 2000                                                        | -                                                                      | cap. 38’                                                               |
| 5-6-1999                                                               | Bucarest                                                               | Romania                                                                | 2 – 0                                                                  | Ungheria                                                               | Qual. Euro 2000                                                        | -                                                                      |                                                                        |
| 9-6-1999                                                               | Bucarest                                                               | Romania                                                                | 4 – 0                                                                  | Azerbaigian                                                            | Qual. Euro 2000                                                        | -                                                                      | cap.                                                                   |
| 18-8-1999                                                              | Limassol                                                               | Cipro                                                                  | 2 – 2                                                                  | Romania                                                                | Amichevole                                                             | -                                                                      | cap.                                                                   |
| 4-9-1999                                                               | Bratislava                                                             | Slovacchia                                                             | 1 – 5                                                                  | Romania                                                                | Qual. Euro 2000                                                        | -                                                                      |                                                                        |
| 8-9-1999                                                               | Bucarest                                                               | Romania                                                                | 1 – 1                                                                  | Portogallo                                                             | Qual. Euro 2000                                                        | -                                                                      |                                                                        |
| 9-10-1999                                                              | Vaduz                                                                  | Liechtenstein                                                          | 0 – 3                                                                  | Romania                                                                | Qual. Euro 2000                                                        | -                                                                      |                                                                        |
| 26-4-2000                                                              | Costanza                                                               | Romania                                                                | 2 – 0                                                                  | Cipro                                                                  | Amichevole                                                             | -                                                                      | 36’                                                                    |
| 27-5-2000                                                              | Amsterdam                                                              | Paesi Bassi                                                            | 2 – 1                                                                  | Romania                                                                | Amichevole                                                             | -                                                                      |                                                                        |
| 3-6-2000                                                               | Bucarest                                                               | Romania                                                                | 2 – 1                                                                  | Grecia                                                                 | Amichevole                                                             | -                                                                      | cap. 80’                                                               |
| 12-6-2000                                                              | Liegi                                                                  | Germania                                                               | 1 – 1                                                                  | Romania                                                                | Euro 2000 - 1º turno                                                   | -                                                                      |                                                                        |
| 17-6-2000                                                              | Arnhem                                                                 | Romania                                                                | 0 – 1                                                                  | Portogallo                                                             | Euro 2000 - 1º turno                                                   | -                                                                      |                                                                        |
| 20-6-2000                                                              | Charleroi                                                              | Inghilterra                                                            | 2 – 3                                                                  | Romania                                                                | Euro 2000 - 1º turno                                                   | -                                                                      | cap. 32’                                                               |
| 15-8-2001                                                              | Lubiana                                                                | Slovenia                                                               | 2 – 2                                                                  | Romania                                                                | Amichevole                                                             | -                                                                      | cap.                                                                   |
| 5-9-2001                                                               | Budapest                                                               | Ungheria                                                               | 0 – 2                                                                  | Romania                                                                | Qual. Mondiali 2002                                                    | -                                                                      | cap.                                                                   |
| 6-10-2001                                                              | Bucarest                                                               | Romania                                                                | 1 – 1                                                                  | Georgia                                                                | Qual. Mondiali 2002                                                    | 1                                                                      | cap.                                                                   |
| 10-11-2001                                                             | Lubiana                                                                | Slovenia                                                               | 2 – 1                                                                  | Romania                                                                | Qual. Mondiali 2002                                                    | -                                                                      | cap.                                                                   |
| 14-11-2001                                                             | Bucarest                                                               | Romania                                                                | 1 – 1                                                                  | Slovenia                                                               | Qual. Mondiali 2002                                                    | -                                                                      | cap.                                                                   |
| 13-2-2002                                                              | Saint-Denis                                                            | Francia                                                                | 2 – 1                                                                  | Romania                                                                | Amichevole                                                             | -                                                                      | cap.                                                                   |
| 27-3-2002                                                              | Budapest                                                               | Romania                                                                | 4 – 1                                                                  | Ucraina                                                                | Amichevole                                                             | -                                                                      | cap.                                                                   |
| 17-4-2002                                                              | Bydgoszcz                                                              | Polonia                                                                | 1 – 2                                                                  | Romania                                                                | Amichevole                                                             | -                                                                      | cap.                                                                   |
| 21-8-2002                                                              | Costanza                                                               | Romania                                                                | 0 – 1                                                                  | Grecia                                                                 | Amichevole                                                             | -                                                                      | cap.                                                                   |
| 7-9-2002                                                               | Sarajevo                                                               | Bosnia ed Erzegovina                                                   | 0 – 3                                                                  | Romania                                                                | Qual. Euro 2004                                                        | -                                                                      | cap. 39’                                                               |
| 12-10-2002                                                             | Bucarest                                                               | Romania                                                                | 0 – 1                                                                  | Norvegia                                                               | Qual. Euro 2004                                                        | -                                                                      | cap.                                                                   |
| 16-10-2002                                                             | Lussemburgo                                                            | Lussemburgo                                                            | 0 – 7                                                                  | Romania                                                                | Qual. Euro 2004                                                        | -                                                                      | cap.                                                                   |
| 20-11-2002                                                             | Timișoara                                                              | Romania                                                                | 0 – 1                                                                  | Croazia                                                                | Amichevole                                                             | -                                                                      | cap. 72’                                                               |
| 29-3-2003                                                              | Bucarest                                                               | Romania                                                                | 2 – 5                                                                  | Danimarca                                                              | Qual. Euro 2004                                                        | -                                                                      | cap.                                                                   |
| Totale                                                                 |                                                                        | Presenze (3º posto)                                                    | 115                                                                    |                                                                        | Reti                                                                   | 16                                                                     |                                                                        |

## Palmarès

### Club

#### Competizioni nazionali
- Campionato rumeno: 1

Steaua Bucarest: 1987-1988
- Coppa di Romania: 1

Steaua Bucarest: 1987-1988
- Campionato olandese: 2

PSV Eindhoven: 1990-1991, 1991-1992
- Supercoppa dei Paesi Bassi: 1

PSV Eindhoven: 1992
- Supercoppa di Spagna: 1

Barcellona: 1996
- Coppa di Spagna: 1

Barcellona: 1996-1997
- Campionato turco: 3

Galatasaray: 1997-1998, 1998-1999, 1999-2000
- Coppa di Turchia: 2

Galatasaray: 1998-1999, 1999-2000

#### Competizioni internazionali
- Coppa delle Coppe: 1

Barcellona: 1996-1997
- Coppa UEFA: 1

Galatasaray: 1999-2000
- Supercoppa UEFA: 1

Galatasaray: 2000

### Individuale
- Calciatore rumeno dell'anno: 6

1989, 1990, 1991, 1992, 1995, 1996